# 角动量守恒定律

在一個旋轉系統中，力（F）與力矩（τ）；動量（p）與角動量（L）的關係。

角动量守恒定律是指系统所受合外力矩为零时系统的角动量保持不變。
{\displaystyle {\frac {d\mathbf {L} }{dt}}=\mathbf {r} \times \mathbf {F} }
当方程式右边力矩为零时，可知角动量不随时间变化。
角动量守恒定律是自然界普遍存在的基本定律之一，角动量的守恒实质上对应着空间旋转不变性。例如，当考虑到太阳系中的行星受到太阳的万有引力这一有心力时，由于万有引力对太阳这个参考点力矩为零，所以他们以太阳为参考点的角动量守恒，这也说明了行星绕太阳公转单位时间内与太阳连线扫过的面积大小总是恒定值的原因。另外，角动量守恒定律也是陀螺效應的原因。
需要注意的是，由于成立的条件不同，角动量是否守恒与动量是否守恒没有直接的联系。